# Перше Єврейське кладовище (Одеса)
Перше Єврейське кладовище, або Старе Єврейське кладовище — зруйноване історичне кладовище міста Одеси, яке було розташоване на вулиці Водопроводній. Кладовище було частиною великого некрополя, відомого під назвою Преображенське кладовище.

## Історія

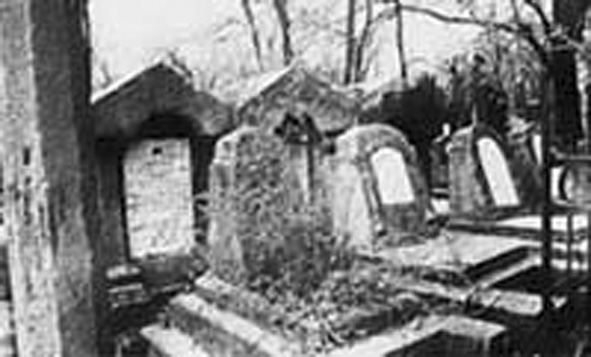
Стара фотографія некрополя

Перше єврейське кладовище виникло за два роки до офіційного виникнення Одеси — у 1792 році. Тут були розташовані найстарші поховання одеських євреїв, старовинні родинні склепи. Крім того в окремій могилі були поховані старовинні свитки Тори, що були зіпсовані під час першого Єврейського погрому у жовтні 1915 року.

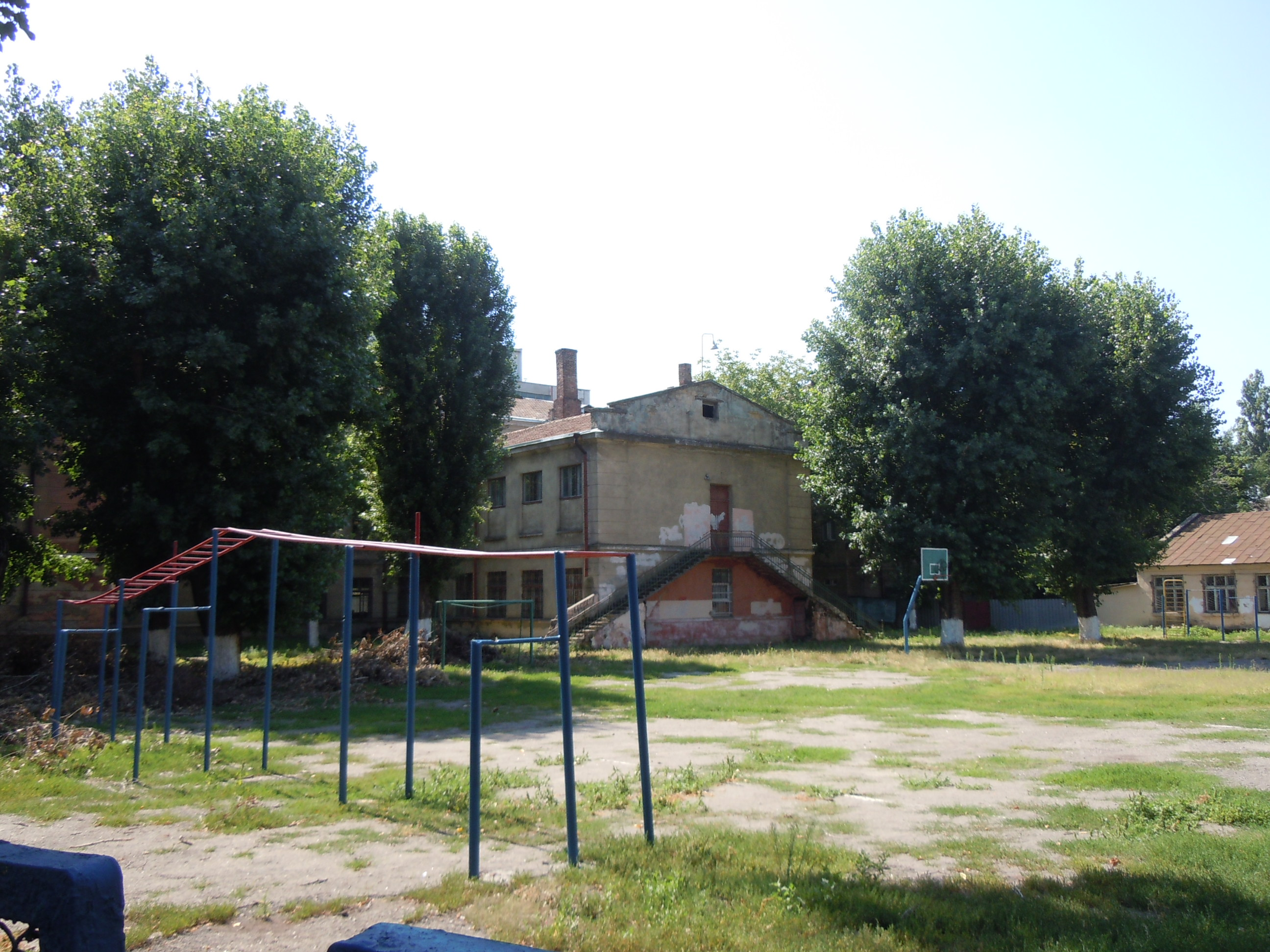
Двір школи № 79 — територія кладовища

Кладовище було зруйновано більшовиками у 1936 році, разом із розташованими поруч Магометанським кладовищем і Першим Християнським цвинтарем. На місці єврейського кладовища було збудовано ЗОШ № 79, на місці Магометанського кладовища було викопано котлован під басейн, збудовано стадіон. Невелика частина цвинтаря — Караїмська ділянка — проіснувала до 1950-х років.
На даний час від кладовища залишилася лише фрагмент стіни молитовного будинку, що знаходився біля головного входу до кладовища — тепер частина будинку № 11 по вул. Водопровідній.

## Див. Також
- Список ліквідованих кладовищ Одеси
- Друге Єврейське кладовище (Одеса)
- Третє Єврейське кладовище (Одеса)

## Галерея

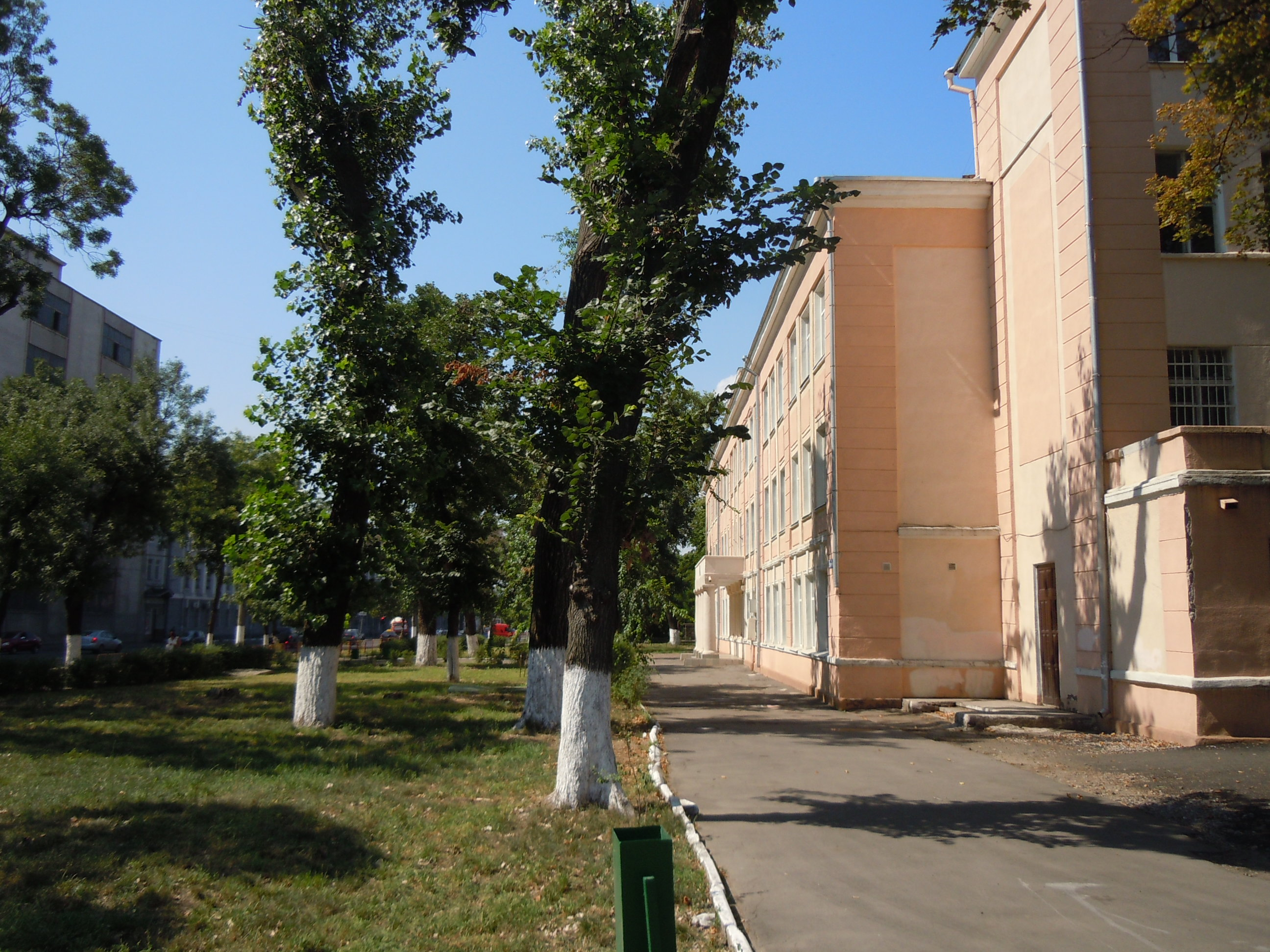
Школа №79 - збудована ма місці кладовища
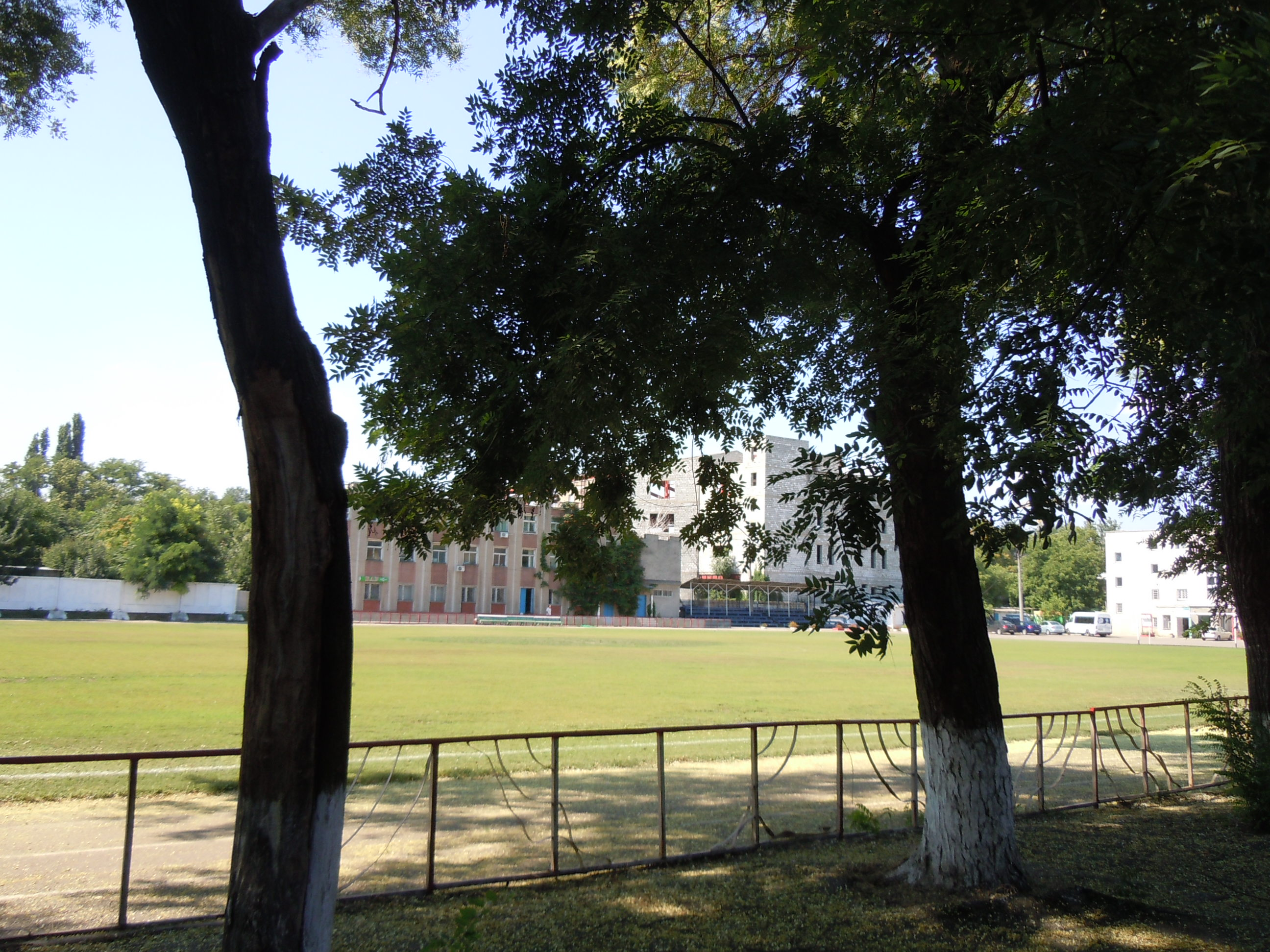
Стадіон на місці Магометанського кладовища, що знаходилося поруч із Єврейським